# Papyrus d'Astarté
Le papyrus d'Astarté est un papyrus fragmentaire, qui devait faire à l'origine une vingtaine de pages et dont il ne reste que les deux premières, très abimées, deux ou trois lignes des troisième et quatrième pages et quelques mots de plusieurs autres.
L'interprétation en est donc très difficile et incertaine. Selon Gardiner, il s'agit d'un conte, probablement écrit sous le règne d'Horemheb, qui raconte l'histoire d'une force cosmique divinisée, Yam, symbolisant la mer, qui exige un tribut des autres divinités, dont Astarté.
Les Égyptiens n'avaient pas divinisé la mer ; Hâpy, le Nil, leur suffisait comme dieu des eaux. C'est probablement sous l'influence des Phéniciens que ce dieu Yam est entré dans le panthéon égyptien.